# Balkanoroncus
Genre
Balkanoroncus est un genre de pseudoscorpions de la famille des Neobisiidae.

## Distribution
Les espèces de ce genre se rencontrent en Bulgarie et en Italie.

## Liste des espèces
Selon Pseudoscorpions of the World (version 3.0) :
- Balkanoroncus boldorii (Beier, 1931)
- Balkanoroncus bureschi (Redikorzev, 1928)
- Balkanoroncus hadzii Harvey, 1991

## Publication originale
- Ćurčić, 1975 : Balkanoroncus (Arachnida, Pseudoscorpiones, Neobisiidae) a new genus of pseudoscorpions leased on Roncus bureschi Hadzi, 1939. Glasnik Muzeja Srpske Zemlje, Beograd, sér. B, vol. 30, p. 143-145.